# Akodon albiventer
Akodon albiventer är en däggdjursart som beskrevs av Thomas 1897. Akodon albiventer ingår i släktet fältmöss, och familjen hamsterartade gnagare. IUCN kategoriserar arten globalt som livskraftig. Inga underarter finns listade.
Denna gnagare förekommer i Anderna i södra Peru, västra Bolivia, norra Chile och nordvästra Argentina. Den vistas där mellan 2400 och 5000 meter över havet. Habitatet utgörs av bergsskogar och odlade områden. Individerna går på marken och de lever främst ensamma. Akodon albiventer äter insekter och andra ryggradslösa djur.